# 翕庐
翕庐，位于中国广东省肇庆市端州区正西路45号，建于1933年，现为肇庆市图书馆分馆馆址。2003年5月6日，列入肇庆市文物保护单位。
翕庐占地面积1187平方米，为余汉谋胞兄余骏谋故居，后归国有。